# Johnny Solinger
John Preston "Johnny" Solinger, född 7 augusti 1965 i Dallas, Texas, död 26 juni 2021, var en amerikansk sångare och låtskrivare i heavy metal-bandet Skid Row från 1999 till 2015; han ersatte Sebastian Bach. Tidigare sjöng han i bandet Solinger.

## Diskografi

### Med Solinger
- Solinger (1992) (minialbum)
- Solinger II (1995)
- Chain Link Fence (1999)

### Med Skid Row
Studioalbum
- Thickskin (2003)
- Revolutions Per Minute (2006)

EP
- United World Rebellion: Chapter One (2013)
- Rise Of The Damnation Army – United World Rebellion: Chapter Two (2014)

### Solo
Studioalbum
- Johnny Solinger (2008)

EP
- Scrappy Smith (2013)

Singlar
- "Rock & Roll Cowboy Man" (2013)